# لیت برودی
لیت برودی (به انگلیسی: Leith Brodie) (زادهٔ ۱۶ ژوئیهٔ ۱۹۸۶) شناگر اهل استرالیا است.